# Colacu, Dâmbovița
Colacu este o localitate componentă a orașului Răcari din județul Dâmbovița, Muntenia, România. Se află în partea de sud est a județului Dâmbovița, la egală distanță între Târgoviște și București. Colacu se află la nord est de localitatea principală a orașului Răcari, la o distanță de 8 km de centrul orasului. Satul este așezat pe cursul inferior al râului Colentina care îl străbate de la N-V spre S-E pe o lungime de 3 km, cea mai mare parte a satului fiind așezată pe malul stâng al râului.
În cadrul marilor regiuni morfologice, satul Colacu este așezat în partea de nord a Câmpiei Vlăsiei. 

## Vecini
Satul Colacu se învecinează la nord-vest cu satul Mereni din comuna Conțești, la nord cu satul Săbiești, la est cu comuna Cojasca, la sud-est cu satul Ghimpați, la sud cu orașul Răcari iar la vest cu localitatea Mavrodin, de toate aceste localități fiind despărit prin hotare convenționale.

## Elemente geografice

### Rețeaua hidrografică
Cursurile de apă de pe teritoriu localității sunt:
- Izvor care este sec în cea mai mare parte a anului;
- Râul Baranga, un curs de apa intermitent pe care sunt amenajate 5 iazuri piscicole, primul iaz fiind executat încă din secolul al XIX-lea de familia Ghica, iar celelate fiind construite in anii 1950;
- Râul Colentina cu variații mari ale debitului, funcție în principal de precipitații,

### Clima
Temperatura medie anuala este de 10oC
Cantitatea medie de precipitații anuale este de 600 de mm.
Umiditatea relativă medie este de 70% 
Vânturile dominante sunt Crivățul și Austrul. Un vânt mai puțin însemnat este Bâltărețul, care bate din spre regiunea bălților Dunării și care, de obicei, anunță venirea primăverii. Bruma cade târziu și este de scurtă durată.

### Solul
Solul de bază este brun-roșcat de pădure. În partea de vest a satului se găsește un sol nisipos lutos denumit de localnici chișai, care este un teren afânat și are fertilitate ridicată. Restul terenului este podzolit cu aspect albicios.

### Vegetația
Pădurile aparțin vechilor codri ai Vlăsiei. În zonele de lunca apar pâlcuri de păduri de esență albă (salcie și plop). Pe terenurile mlăștinoase se dezovolta [[trestie}trestia]], papura, rogozul și stânjenelul.

### Fauna
Fauna naturală este reprezentată prin pești care populează iazurile și apele. Speciile cele mai răspândite sunt: bibanul , calcanul , crapul , stiuca, rosioara, linul , carasul și săbioara. În iazuri mai cresc tenul și crapul chinezesc. 
În păduri și în câmpie trăiesc iepuri, vulpi, caprioare și mistreți .

## Istorie
Denumirea satului provine, după unele surse, de la un locuitor înstărit care purta pe cap un colac împletit din cânepă în loc de căciulă sau turban; după alte surse denumirea ar proveni din configurația circulară a drumurilor care străbat satul. Localitatea se afla în apropiere de "drumul mare" care străbate și în prezent hotarul de est al satului Colacu, venind dinspre București prin Vizurești și Ghimpati, mergând spre nord, prin Aluniși către Târgoviște. Acest drum reprezintă actuala cale de acces dinspre Dunăre și București spre Targoviste și avea o lățime de 32,40m, fiind folosit pentru transportul de călători și de mărfuri din acele vremuri. Acest drum a fost folosit până la primul război mondial.
In zona acestei localități se întâlnesc denumiri ca: "Hanul La Șindrilița" și "Hanul de la Salcâmi" al lui Costache Oncintu. Urme ale pivnitei acestuia din urmă se mai pot vedea și astăzi. 
Prima mențiune documentară a acestui sat se întâlnește în cartografia județului Dâmbovița întocmită în anul 1810 de către preotul Alecsandru Popescu-Runcul, unde se arată ca satul Colacu avea 25 de familii, 33 de bărbați și 32 de femei 
În anul 1925 satul Colacu apartinea de comuna Ghergani. La 1 august 1925 se formează comuna Colacu de care apartineau satele Săbiești și Bălănești. În anul 1926 se mai adaougă și satele Stănești și Mereni, aceasta durând până în 1941 când toate aceste sate se alătura Comunei Răcari.